# Ганс-Юрґен Валльбрехт
Ганс-Юрґен Валльбрехт (нім. Hans-Jürgen Wallbrecht, 8 серпня 1943 — 7 грудня 1970) — німецький академічний веслувальник.
Срібний призер Олімпійських Ігор 1964 року в складі вісімки.
Чемпіон світу 1962 року в складі вісімки.
Чемпіон Європи 1963, 1964, 1965 років у складі вісімки.